# Greenville (comté de Westchester, New York)
Pour les articles homonymes, voir Greenville.
Greenville est une census-designated place américaine située dans le comté de Westchester dans l’État de New York. En 2010, sa population est de 7 116 habitants.

## Source de la traduction
- (en) Cet article est partiellement ou en totalité issu de l’article de Wikipédia en anglais intitulé « Greenville, Westchester County, New York » (voir la liste des auteurs).